# Televizija u 2023.
◄◄ | ◄ | 2020. | 2021. | 2022. | 2023.  | 2024. | 2025. | 2026. | ► | ►►
Arhitektura • Astronautika • Astronomija • Biologija • Film • Fotografija • Glazba • Kazalište • Kemija • Kiparstvo • Knjige • Književnost • Kršćanstvo • Meteorologija • Medicina • Planinarstvo • Politika • Pravo • Promet • Slikarstvo • Strip • Šport • Televizija • Znanost • Zrakoplovstvo • Željeznički promet
Televizija u 2023.

## Hrvatska i u Hrvata

### Događaji
| Nadnevak     | Događaj                                                                         | Izvori |
| ------------ | ------------------------------------------------------------------------------- | ------ |
| 27. kolovoza | RTL pokreće svoju streaming platformu Voyo koja zamjenjuje dosadašnji RTL Play. | [ 1 ]  |
| 1. listopada | Svi FOX kanali u Hrvatskoj mijenjaju naziv u STAR Channel.                      | [ 2 ]  |

### Lokalna produkcija

#### Premijere tekućih emisija
| Nadnevak      | Emisija                     | Tekuća sezona | Kanal   | Izvori |
| ------------- | --------------------------- | ------------- | ------- | ------ |
| 30. siječnja  | Brak na prvu                | 3.            | RTL     | [ 3 ]  |
| 30. siječnja  | Dođi, pogodi, osvoji        | 3.            | RTL     | [ 4 ]  |
| 3. veljače    | Stanje nacije               | 2.            | RTL     |        |
| 4. veljače    | Mrkomir Prvi                | 2.            | HTV 1   | [ 5 ]  |
| 6. veljače    | Kumovi                      | 2.            | Nova TV | [ 6 ]  |
| 11. veljače   | Dora 2023.                  | n/n           | HTV 1   | [ 7 ]  |
| 5. ožujka     | Ples sa zvijezdama          | 11.           | Nova TV | [ 8 ]  |
| 6. ožujka     | Survivor                    | 4.            | Nova TV | [ 9 ]  |
| 11. ožujka    | Masked Singer Hrvatska      | 2.            | RTL     | [ 10 ] |
| 14. ožujka    | Ljubav je na selu           | 15.           | RTL     | [ 11 ] |
| 19. ožujka    | InDizajn s Mirjanom Mikulec | 23.           | RTL     |        |
| 25. ožujka    | Zvijezde pjevaju            | 12.           | HTV 1   | [ 12 ] |
| 17. travnja   | Superpar                    | 4.            | RTL     |        |
| 1. rujna      | Stanje nacije               | 3.            | RTL     |        |
| 4. rujna      | MasterChef Hrvatska         | 6.            | Nova TV | [ 13 ] |
| 4. rujna      | Život na vagi               | 7.            | Nova TV |        |
| 6. rujna      | Ljubav je na selu           | 16.           | RTL     | [ 14 ] |
| 24. rujna     | Seoska gozba                | 5.            | HTV 1   | [ 15 ] |
| 24. rujna     | Supertalent                 | 10.           | Nova TV |        |
| 24. rujna     | Volim Hrvatsku              | 11.           | HTV 1   |        |
| 1. listopada  | InDizajn s Mirjanom Mikulec | 24.           | RTL     | [ 16 ] |
| 8. listopada  | Startaj Hrvatska            | 4.            | Nova TV |        |
| 11. studenoga | The Voice Hrvatska          | 4.            | HTV 1   | [ 17 ] |

#### Premijere novih emisija
| Nadnevak      | Emisija                           | Kanal   | Izvor  |
| ------------- | --------------------------------- | ------- | ------ |
| 3. siječnja   | Pametan kao vrana, hrabar kao jež | HTV 1   |        |
| 9. siječnja   | Oblak u službi zakona             | HTV 1   |        |
| 9. siječnja   | Hrvatski pravednici               | HTV 1   |        |
| 28. veljače   | Turistički vodič                  | HTV 1   |        |
| 26. ožujka    | Superpotjera                      | HTV 1   |        |
| 27. ožujka    | Aha!                              | HTV 1   |        |
| 28. kolovoza  | San snova                         | RTL     | [ 18 ] |
| 23. rujna     | Superstar                         | RTL     | [ 19 ] |
| 2. listopada  | Gora                              | HTV 1   | [ 20 ] |
| 2. listopada  | Knjazalište                       | HTV 1   |        |
| 4. listopada  | David Skoko: Motor, loza, kuhača  | HTV 1   |        |
| 4. listopada  | Planine                           | HTV 1   |        |
| 4. listopada  | Sretni gradovi                    | HTV 1   | [ 21 ] |
| 2. studenoga  | Dosje Jarak                       | RTL     | [ 22 ] |
| 13. studenoga | Riba na torti                     | Nova TV | [ 23 ] |
| 31. prosinca  | Godina za pamćenje                | HTV 1   | [ 24 ] |

## Vanjske poveznice
|  | Zajednički poslužitelj ima još gradiva o temi Televizija u 2023. |